# HNK Zrinjski Đakovo
HNK Zrinjski bio je nogometni klub iz grada Đakova. 

## Povijest
Lipnja 1919. tek osnovani HNK Zrinjski dobio na korištenje igralište na "Pazarištu", na čijem mjestu se nalazi današnji stadion NK Đakovo. U kolovozu iste godine Zrinjski se je ujedinio s drugim gradskim klubom - "Građanskim ŠK", koji je nastupao na drugom igralištu zvanom "Utvaj" u novoformirani "Đakovački športski klub - ĐŠK".